# Ante Vučkov
Ante Vučkov (Biograd na Moru, 1. srpnja 1938. – ?, 2017.) bio je hrvatski nogometaš koji je igrao na poziciji napadača.  

## Životopis
Rođen je u Biogradu. Ondje je završio osnovnu školu. Nakon toga otišao je u Split izučiti zanat. Poslije škole odslužio je obvezni vojni rok s 20 godina. Nakon toga ozbiljnije se posvetio nogometu. Nakon Splita otišao je u Brčko, pa u Zenicu, potom Karlovac te je naposljetku zaigrao za zagrebačku Trešnjevku koja ga je pozvala u svoje redove. 
Za Trešnjevku je odigrao dvije sezone i s njom je nsatupio u dvjema utakmicama Kupa velesajamskih gradova 1963./64. protiv portugalskog Belenensesa, nakon kojih je Trešnjevka ispala iz daljnjeg natjecanja.
Kad je napunio dob da može ići u inozemstvo, otišao je u SR Njemačku u Stuttgart, gdje je trenirao s velikanima njemačkog nogometa. Bio je dva mjeseca na treninzima tog kluba koji je vodio Zlatko Čajkovski.
Bio je prvi Hrvat koji je otišao igrati u munchenski Bayern. Bilo je to sezone 1965./66. godine. U Bundesligi je ipak ostao zapamćen. Bio je najskuplji igrač dotad koji je ikad zaigrao u njemačkoj Bundesligi. Bio je skuplji i od Gerda Müllera. Vučkov je prvi inozemni nogometaš koji je zaigrao za Bayern u Bundesligi. 
Za Bayern je odigrao samo jednu utakmicu. Jednim je od 21 igrača Bayerna koji je samo jednom nastupio, postigavši doduše jedan pogodak, kao jedini od te skupine. To mu je uspjelo 12. veljače 1966. (22. kolo), kad je Bayern kod kuće s 2:1 pobijedio SC Tasmania 1900 Berlin, a pogodak Vučkova bio je za 2:0 u 59. minuti.
U drugoj su mu utakmici divljački slomili nogu, 22. veljače 1966., na utakmici protiv Karlsruhea, igrač "s puno snage i premalo mozga" uklizao mu je u nogu i slomio mu kost. Dva je tjedna ležao u bolnici te se još pola godine oporavljao. Nikad više nije vratio igračku spremu. 
Nakon dvije sezone u Bayernu, prešao je 1967./68. u Nizozemsku, u drugoligaški PEC Zwolle, za koji nije nijednom nastupio.

## Uspjesi
- Kup pobjednika kupova 1967. godine (bez nastupa, kao igrač Bayerna)
- njemački kup 1966., 1967. (bez nastupa, kao igrač Bayerna)

## Vanjske poveznice
- Weltfussball.de
- fussballdaten.de